# Alaborg
Álaborg of Áluborg is de naam van het Varangiaanse fort dat genoemd wordt in de Noorse sagen over Halfdan Eysteinsson en Hrolf Ganger. De eerste sage laat zien dat het mogelijk was om over de zee van Aldeigjuborg (Staraja Ladoga) naar Alaborg te varen, maar een snellere en meer praktische manier was om in oostelijke richting over land te gaan. Uit de tekst blijkt ook dat Alaborg en Aldeigjuborg rivalen waren, die dicht bij elkaar lagen.